# العلاقات الموريتانية النيبالية
العلاقات الموريتانية النيبالية هي العلاقات الثنائية التي تجمع بين موريتانيا ونيبال.

## مقارنة بين البلدين
هذه مقارنة عامة ومرجعية للدولتين:
| وجه المقارنة                                              | موريتانيا                 | نيبال                             |
| --------------------------------------------------------- | ------------------------- | --------------------------------- |
| المساحة (كم2)                                             | 1.03 مليون                | 147.18 ألف                        |
| عدد السكان (نسمة)                                         | 4.42 مليون                | 29.40 مليون                       |
| الكثافة السكانية (ن./كم²)                                 | 4.29                      | 199.76                            |
| العاصمة                                                   | نواكشوط                   | كاتماندو                          |
| اللغة الرسمية                                             | اللغة العربية، لغة فرنسية | اللغة النيبالية                   |
| العملة                                                    | أوقية موريتانية، أوقية ‏   | روبية نيبالية                     |
| الناتج المحلي الإجمالي (بليون دولار)                      | 5.02 مليار                | 24.47 مليار                       |
| الناتج المحلي الإجمالي (تعادل القوة الشرائية) بليون دولار |                           | 70.20 مليار                       |
| الناتج المحلي الإجمالي الاسمي للفرد دولار أمريكي          |                           | 743                               |
| الناتج المحلي الإجمالي للفرد دولار أمريكي                 | 3.91 ألف                  | 2.37 ألف                          |
| مؤشر التنمية البشرية                                      | 0.506                     | 0.548                             |
| رمز المكالمات الدولي                                      | +222                      | +977                              |
| رمز الإنترنت                                              | .mr                       | .np                               |
| المنطقة الزمنية                                           | 00                        | UTC+05:45، التوقيت الموحد لنيبال ‏ |

## منظمات دولية مشتركة
يشترك البلدان في عضوية مجموعة من المنظمات الدولية، منها:
| علم المنظمة | اسم المنظمة                               | تاريخ انضمام موريتانيا | تاريخ انضمام نيبال |
| ----------- | ----------------------------------------- | ---------------------- | ------------------ |
|             | مؤسسة التنمية الدولية                     | 10 سبتمبر 1963         | 6 مارس 1963        |
|             | يونسكو                                    | 10 يناير 1962          | 1 مايو 1953        |
|             | مؤسسة التمويل الدولية                     | 29 ديسمبر 1967         | 7 يناير 1966       |
|             | منظمة حظر الأسلحة الكيميائية              | ?                      | ?                  |
|             | الأمم المتحدة                             | 27 أكتوبر 1961         | 14 ديسمبر 1955     |
|             | منظمة الشرطة الجنائية الدولية             | ?                      | ?                  |
|             | البنك الدولي للإنشاء والتعمير             | 10 سبتمبر 1963         | 6 سبتمبر 1961      |
|             | الاتحاد البريدي العالمي                   | ?                      | ?                  |
|             | المركز الدولي لتسوية المنازعات الاستشارية | 14 أكتوبر 1966         | 6 فبراير 1969      |
|             | وكالة ضمان الاستثمار متعدد الأطراف        | 8 سبتمبر 1992          | 9 فبراير 1994      |
|             | منظمة التجارة العالمية                    | 31 مايو 1995           | ?                  |

## وصلات خارجية
- موقع وزارة الخارجية النيبالية